# Обединена ромска партия на Косово
Обединена ромска партия на Косово (на албански: Partia Rome e Bashkuar e Kosovës, PREBK; на ромски: Partia Romani Yekhipeski pi Kosova, PRYK,) е политическа партия за права на националното малцинство на циганите в Косово. Основана е през 2000 г. Седалището ѝ е разположено в град Призрен, Косово. Председател на партията е Алберт Киноли.

## Участия в избори
На парламентарните избори през 2004 г. партията печели 0,2% от гласовете и 1 от 120 места в Събранието на Косово, избран е Зилфи Мерджа.
На парламентарните избори през 2017 г. партията печели 955 гласа (или 0,13% от действителните гласове) и печели едно място в парламента, за депутат е избран Алберт Киноли. През 2018 г. Обединената ромска партия, заедно с пет други партии се присъединява в искането за оставката на Гердж Дедай, след като той нарича Турция и Сърбия „жестоки владетели“, които се стремят да възвърнат влиянието си в Косово.
На парламентарните избори през 2019 г. партията печели 0,12% от гласовете и печели едно място в парламента.